# Rheopelopia maculipennis
Rheopelopia maculipennis är en tvåvingeart som först beskrevs av Zetterstedt 1838.  Rheopelopia maculipennis ingår i släktet Rheopelopia och familjen fjädermyggor. Arten är reproducerande i Sverige. Inga underarter finns listade i Catalogue of Life.